# Chambois
Chambois là một xã thuộc tỉnh Orne vùng Normandie tây bắc nước nước Pháp. Xã này nằm ở khu vực có độ cao trung bình 110 mét trên mực nước biển.

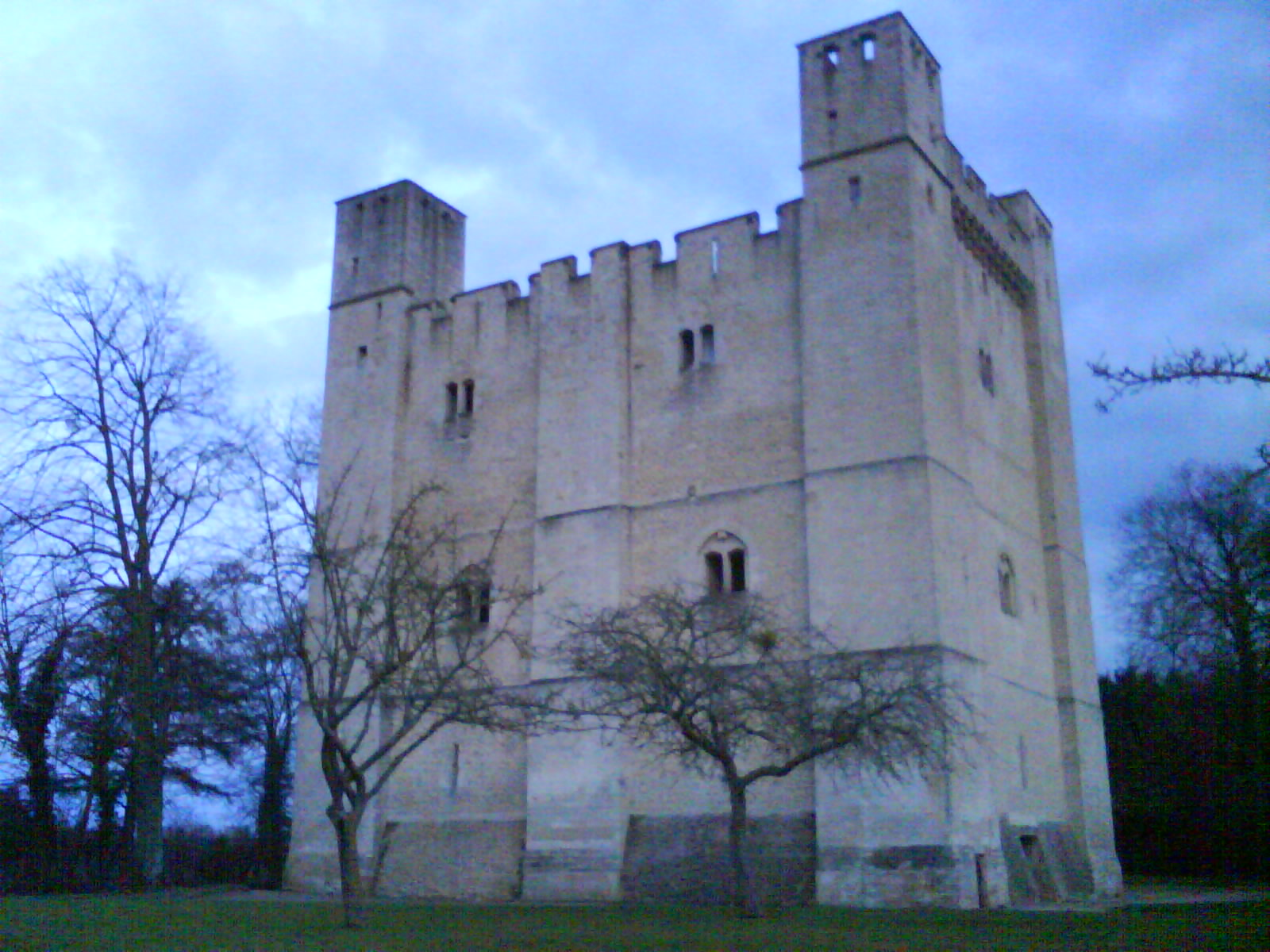
Donjon của Chambois